# Яновський В'ячеслав Євгенійович
В'ячеслав Євгенійович Яновський (біл. Вячаслаў Яўгенавіч Яноўскі; нар. 24 серпня 1957, Вітебськ, БРСР) — білоруський та радянський боксер, олімпійський чемпіон 1988 року, призер чемпіонатів Європи.

## Аматорська кар'єра
Через бойкот Олімпійських ігор 1984 представниками з соціалістичних країн пропустив Олімпіаду і завоював срібну медаль на альтернативних змаганнях Дружба-84, програвши у фіналі Канделаріо Дуверхель (Куба).
На чемпіонаті Європи 1985 завоював бронзову медаль.
- В 1/16 фіналу переміг Реймо ван дер Гук (Нідерланди) — 3-2
- В 1/8 фіналу переміг Стефана Чирока (Чехословаччина) — RSCI 2
- У чвертьфіналі переміг Ларса Лундгрена (Швеція) — 5-0
- В півфіналі програв Зігфріду Менерту (НДР) — 1-4

На чемпіонаті Європи 1987 завоював срібну медаль.
- В 1/8 фіналу переміг Яна Гейнеманна (НДР) — 4-1
- У чвертьфіналі переміг Маріо ді Лерніа (Італія) — 5-0
- В півфіналі переміг Реймо ван дер Гук (Нідерланди) — 5-0
- У фіналі програв Бориславу Абаджиєву (Болгарія) — 2-3

На Кубку світу 1987 став переможцем, здобувши перемоги над Карлосом Рівасом (Перу), Кім Кі Тек (Південна Корея) і Мірко Пузовичем (Югославія).
Олімпійські ігри 1988 
- 1/32 фіналу. Переміг Серена Сендергаарда (Данія) — RSC
- 1/16 фіналу. Переміг Рашида Матумла (Танзанія) — RSC
- 1/8 фіналу. Переміг Людовіка Прото (Франція) — 5-0
- 1/4 фіналу. Переміг Ентоні Мвамба (Замбія) 5-0
- 1/2 фіналу. Переміг Райнера Гіса (ФРН) — 5-0
- Фінал. Переміг Грема Чейні (Австралія) — 5-0

В'ячеслав Яновський залишився в історії останнім радянським боксером, що став олімпійським чемпіоном.

## Професійна кар'єра
Яновський перейшов у професіонали у 1990 році та переміг у перших двадцяти шести боях. В 1995 році був нокаутований Едвіном Мурільйо. У 1997 році завершив кар'єру. З 1998 по 2000 рік був президентом федерації боксу Білорусі.